# 森本幸生
森本 幸生（もりもと ゆきお） は、日本の化学者。京都大学複合原子力科学研究所放射線生命科学部門教授、京都大学大学院理学研究科物理学・宇宙物理学専攻生体分子構造分科教授。

## 人物・経歴
鳥取大学工学部工業化学科卒業。鳥取大学大学院工学研究科修士課程工業化学専攻修了、工学修士。大阪大学大学院理学研究科博士後期課程高分子学専攻修了、理学博士。姫路工業大学工学基礎研究所助手、徳島大学工学部助教授、姫路工業大学大学院理学研究科助教授を経て、京都大学複合原子力科学研究所放射線生命科学研究部門教授、京都大学大学院理学研究科物理学・宇宙物理学専攻生体分子構造分科教授。専門はタンパク質分子で、日本化学会近畿支部幹事も兼務。

## 著作
- 『蛋白質結晶解析における高速画像処理法の開発』姫路工業大学 1995年
- 『2.5[オングストローム]分解能結晶構造にもとづく牛肝臓20Sプロテアソームの抗原提示機構の解明』京都大学 2001年
- 『トロポニンT分子突然変異による遺伝性心筋症の病態発現機構の解明』 九州大学 2005年